# Желєзнодорожна
Желєзнодорожна (рос. Железнодорожная) — залізнична станція у колишньому місті Желєзнодорожний (з 2014 року — місто Балашиха Московської області), лінії МЦД-4 Московських центральних діаметрів.
Знаходиться на лінії Москва — Нижній Новгород за 10 км на схід від Москви (відстань від МКАД до залізничної станції Желєзнодорожна, яка вважається центром міста). Час в дорозі до Курського вокзалу — 35 хвилин

## Історія
Станція була побудована в 1861 р. Спочатку лінія була одноколійною, а станція — кінцевою, тому за станцією було поворотне кільце. Після будівництва залізниці у місті почався промисловий підйом. У 1933 році відбувся пуск першого електропотяга з Москви, в 1939 р. станцію перейменували з «Обираловка» на «Желєзнодорожная». Сучасний будинок станції збудований в 1970-х роках.

## Цікаві факти
На станції Обираловка героїня роману Лева Толстого «Анна Кареніна» покінчила життя самогубством, кинувшись під потяг.

## Пересадки
- Автобуси: А, Б, 4, 7, 9, 10, 12, 18, 23, 26, 56, 29, 33, 65, 142, 338; Мт: 1к, 2, 3к, 4к, 6к, 8к, 13, 14к, 15к, 16к, 18к, 21к, 23к, 25к, 27к, 33к, 47к, 48к, 51к, 100к, 142к, 1129к